# Volker Zotz
Volker Zotz (Volker Helmut Manfred Zotz) (Landau in der Pfalz, en Renania-Palatinado, Alemania, 28 de octubre de 1956), Filósofo y escritor austriaco, vive en Kioto, Japón, y en el Gran Ducado de Luxemburgo. 
Zotz estudió, entre 1978 y 1985, filosofía, historia y budismo en la Universidad de Viena. Su tesis doctoral fue Zur Rezeption, Interpretation und Kritik des Buddhismus im deutschen Sprachraum (la influencia del budismo en la filosofía, la literatura, y la cultura alemanas). Está considerado un experto en la filosofía budista y confuciana y en la influencia del budismo en cultura alemana y occidental.
Zotz ha sido profesor de filosofía budista en la universidad de Viena. Entre 1989-1999 fue profesor e investigador en la universidad de Ryukoku y en la universidad de Otani en Kioto, Japón. En 1999 Zotz fue nombrado catedrático de filosofía en la universidad de Luxemburgo.
Además de su trabajo docente, la audiencia europea de Volker Zotz le conoce como autor y publicista. Buddha es el libro más popular sobre este tema en Alemania y Austria, y regularmente se reimprime y se traduce a varias idiomas. Su libro más reciente (2006) Die neue Wirtschaftsmacht am Ganges (Poder económico emergente en el Ganges) es una guía muy variada y profundizada al poder económico de la India y sus gentes.
Zotz fue un discípulo del Lama Anagarika Govinda. Al principio de la década de 1990, Zotz fundó un centro de estudios llamado Komyoji en Austria cuya finalidad es describir una filosofía cultural de la religión. Desde 1994 Zotz ha sido la fuerza impulsora de muchos de los programas educativos de Komyoji, tales como talleres sobre varios asuntos filosóficos y teológicos.